# مهرجان الآداب المرتحلة
مهرجان الآداب المرتحلة، هو تظاهرة ثقافية أدبية تحتفي بالكتاب بكلا اللغتين العربية والفرنسية، تحدث في أكتوبر لكل عام، وتنظمه جمعية الآداب المرتحلة بشراكة مع عدة مؤسسات. و في كل دورة يشارك أربعون كاتبة وكاتباً من أوروبا وآسيا والدول المغاربية والأفريقية. وتهدف هذه التظاهرة إلى إتاحة الفرصة أمام الكتاب للالتقاء بقرائهم والاستماع إليهم. وهي تطمح، حسب منظميها، إلى «إرساء تقليد من خلال جعل الكتاب في متناول مختلف الشرائح المجتمعة، سعياً وراء دمقرطة القراءة، وخلق اتصال مباشر بين القراء وكتابهم، وكذا تبادل الرأي حول الكتب من خلال الرابط العاطفي الذي يمكن أن يقوم مع مبدعيها».

## تاريخ المهرجان
انطلقت  الدورة الأولى  من المهرجان في عام 2017 بمدينة سلا  ثم الدار البيضاء سنة 2018 ومراكش سنة 2019، ونُظمت  الدورة الرابعة بمدينة فاس العريقة، يوم أول أكتوبر (تشرين الأول)، بفضاء جنان السبيل وذلك بعد توقف سنتين بسبب الوباء.  وتقوم فكرة التظاهرة على اختيار مدينة من مدن المغرب كل سنة لتستضيف كُتّاباً وفاعلين ثقافيّين من بلدان عربية وأجنبية مختلفة، وقد  أصبح  هذا المهرجان حدثاً ثقافياً مُرتقَباً في المغرب 

## رعاة المهرجان
تعتبر مؤسسة 

## البرامج والفعاليات
يستضيف المهرجان سنوياً نخبة من الأدباء والمفكرين والشخصيات المؤثرة، ويتميز البرنامج الذي يقدمه المهرجان بمزيج من العروض واللقاءات والمسابقات

## الدورات السابقة

### دورة الثانية 2018
وشهد هذا الحدث الثقافي الذي يهدف إلى تمكين الشباب من تملك أدوات الكتابة، وتشجيعهم على خوض مغامرة الإبداع الأدبي، والتشجيع على القراءة، تنظيم لقاءات بين القراء وكتابهم المفضلين، وتوقيع العديد من الكتب، وكذا ورشات كتابة للشباب.

### دورة الثالثة 2019
شهدت الدّورَة الثالثة  التي نظّمت بشعار “الكتابة والكلام” في 2019 بمراكش،  مشاركة عدد من الأدباء منهم: محمد برادة، عبد الفتاح كيليطو، إلياس خوري، رجاء بن سلامة، رشا الأمير، محمد الناجي، زكية داود، عبد الصمد ديالمي، رشيد بوشارب، ماحي بين بين، إضافة إلى مشاركة السياسية الفرنسية من أصول مغربية نجاة فالو بلقاسم وزيرة سابقة للتربية الوطنية والتعليم العالي بفرنسا.

### دورة الرابعة 2022
احتضن فضاء جنان السبيل  التاريخية بفاس 40 كاتباً وكاتبة من 14 بلداً، هي:  المغرب، فلسطين وفرنسا والأردن ومصر وموريتانيا والكاميرون ولبنان والجزائر وتونس وتركيا والسودان وكوت ديفوار.
وكان شعار هذه الدورة هو "من ثقافة إلى أخرى" .وفي كلمته في الندوة الصباحية قال يوسف زيدان، وهو روائي من مصر، «الأدب نتاج القديم، نتيجة لغة، ولا يوجد أدب دولة ولكن يوجد أدب عربي»، واستشهد في هذا السياق بـ”الشاعر” محمود درويش، كما وصفه، وقصيدته التي قال فيها “أنا لغتي”، وأضاف: «اللغة ليست أداة تواصل، بل أداة تفكير، ونفكر من خلال المفردات. كل أديب هو لغته، وربط الأديب بدولته وصف ساذج».
ي وشارك في الدورة : يوسف أمين العلمي، ولطيفة لبصير، وعبد الفتاح كيليطو، وفؤاد العروي، وعبد القادر الشاوي، وماحي بينبين، وإدريس كسيكس، وأسماء المرابط، والطاهر بن جلون، وعائشة البصري، وجليل بناني، ومنى هاشم، وإدريس الكراوي، وياسمين الشامي، وحبيبة إدريسي، وبهاء طرابلسي من المغرب.
وكريستيان توبيرة، وزينب مكوار، ومحمد عيساوي، وإيفان جابلونكا، وشوشانا بوخبزة، وفلورنس نويفيل، وليلى بحسين، وكريستوف مانون، وفيرجيني رولز، من فرنسا. وسيديف إيسر من تركيا. وإبراهيم نصر الله ونجوان درويش من فلسطين. وهيام يارد من لبنان. ومحمد قاسمي وكامل بن الشيخ وزينب لعوج من الجزائر.
وماري روز أبومو من الكاميرون. وماري جوزيه ألي من المارتينيك. ومحمد زين العابدين وفوزية الزواري من تونس. ويوسف زيدان من مصر. وعبد العزيز بركة ساكن من السودان. وامبارك بيروك من موريتانيا. وفيرونيك تاجو من كوت ديفوار.
وتُعقَد ضمن برنامج التظاهرة مائدتان مستديرتان، في موضوع «من ثقافة إلى أخرى»: واحدة باللغة الفرنسية بمشاركة فؤاد العروي وفيرونيك تاجو وإيفان جابلونكا، والأخرى باللغة العربية، بمشاركة عبد الفتاح كيليطو وزينب لعوج ونجوان درويش وعبد العزيز بركة ساكن.

## مسابقات
مسابقة القصة القصيرة للشباب الذين تتراوح أعمارهم بين 18 و30 سنة، وذلك لتشجيع الإبداع الأدبي بين الشباب. وتضم لجنة تحكيم المسابقة باللغة العربية، التي يترأسها الكاتب جلال الحكماوي، كلاً من لطيفة لبصير ومنى وفيق، فيما تترأس لجنة تحكيم المسابقة باللغة الفرنسية الكاتبة سناء غواتي، وعضوية الكاتبين إدريس كسيكس ويوسف أمين العلمي.

## روابط خارجية
- مجموعة المقالات عن المهرجان